# Gièng gièng
Gièng gièng hay giềng giềng, lâm vố, chan một hột (Butea monosperma) là một loài thuộc Chi Gièng gièng bản địa của nhiệt đới và cận nhiệt đới của tiểu lục địa Ấn Độ và Đông Nam Á, phân bố từ Ấn Độ, Bangladesh, Nepal, Pakistan, Sri Lanka, Myanma, Thái Lan, Lào, Campuchia, Việt Nam, Malaysia, và miền tây Indonesia.

## Hình ảnh

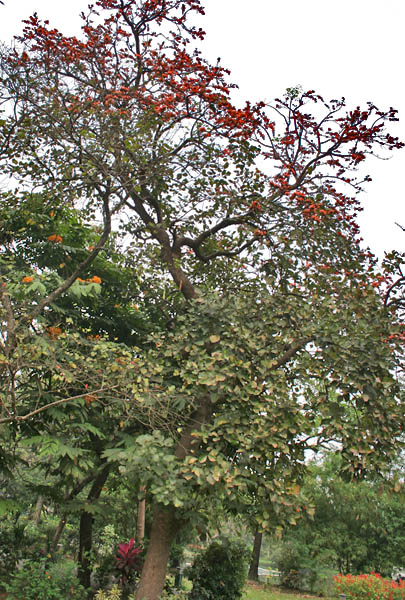
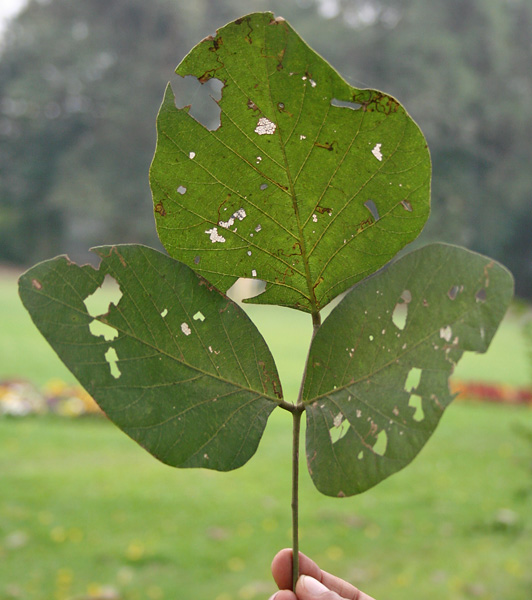
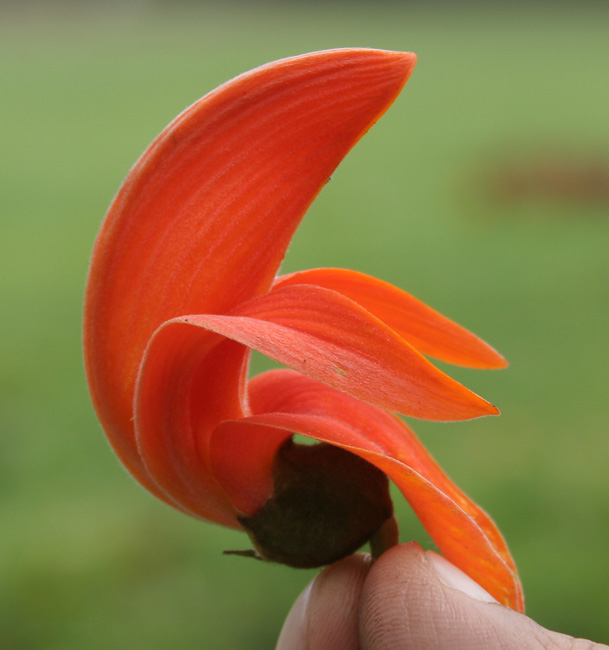
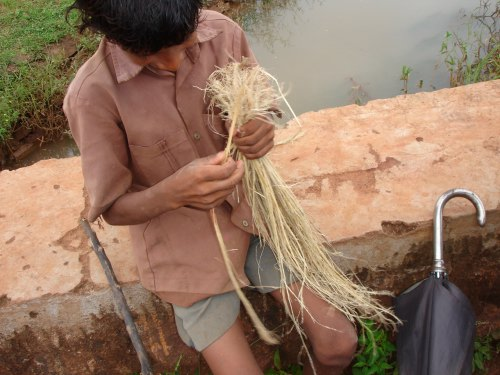